# Arcterigone
Arcterigone pilifrons és una espècie d'aranya araneomorfa de la subfamilia Erigoninae, dins de la família Linyphiidae.
Fou descrita per primera vegada per Kiril Ieskov i Y. M. Marusik l'any 1994,
És l'únic membre del gènere monotípic Arcterigone.

## Distribució
Es pot trobar a la zona àrtica de Rússia i a l'Arxipèlag Àrtic Canadenc.